# Осасуна
«Осасу́на» (ісп. Club Atlético Osasuna) — іспанський футбольний клуб з Памплони. Заснований 1920 року.

## Історія

### Заснування і перші роки
Заснований в 1920 році. «Осасуна» вперше вийшла до Сегунди в 1932 році, а через три роки перейшла в Ла Лігу.

### 1980 — 2000
Завершивши сезон 1984-1985 на шостому місці в чемпіонаті, клуб отримав право на участь в Кубку УЄФА, звідки вибув у другому колі.
Наступні добрі часи команди припали на сезон 1990–1991 — «Осасуна» зайняла 4 місце в чемпіонаті і завоювала право на участь у євротурнірі, де дійшла до 3 кола. Однак за підсумками сезону 1993–1994 клуб покинув Ла Лігу і провів шість сезонів у Сегунді.

### 2001 — наш час
У сезоні 2004–2005 клуб дійшов до фіналу Кубка Іспанії де поступився «Бетісу».
У сезоні 2005–2006 команда фінішувала 4-ю в чемпіонаті, таким чином, повторивши своє найвище досягнення в чемпіонаті Іспанії, і отримала право взяти участь у Лізі чемпіонів, стартувавши з третього кваліфікаційного раунду. Однак пробитися в груповий етап не вийшло, «Осасуна» поступилася за сумою двох матчів «Гамбургу» за рахунок гола, пропущеного на своєму полі (0:0 та 1:1), і клуб був змушений грати в Кубку УЄФА 2006–2007, п'ятий раз в своєї історії. Стартувавши з групового етапу, клуб вийшов в плей-оф, де дійшов до півфіналу, в якому поступився майбутньому переможцю — «Севільї».
Після цих успіхів, клуб розташовується в нижній частині таблиці і в основному веде боротьбу за виживання.
У сезоні 2013–2014 команда зайняла 18-е місце в Прімері і вилетіла до Сегунди, де провела два сезони. У розіграші 2015–2016 «Осасуна» зайняла 6-е місце, виборов право взяти участь в турнірі за вихід у вищий іспанського дивізіону. У підсумку «Осасуна» повернулася до Ла Ліги.
У 2023 році команда грала у фіналі Кубку Іспанії, зазнала поразки від «Реалу» 1:2, у січні 2024 року брала участь у турнірі за Суперкубок Іспанії.

## Досягнення
- Півфіналіст Кубка УЄФА: 2006–07
- Фіналіст Кубка Іспанії: 2004–05, 2022–23
- Переможець Сегунди: 1968–69, 1971–72, 1974–75, 1976–77.